# 東野圭吾
東野圭吾（1958年2月4日—），日本推理小說作家。

## 作家生涯
1958年出生于大阪府大阪市，畢業於大阪府立阪南高等学校、大阪府立大學工學部電氣工學科（电气工程系），學生時代開始接觸推理小說，例如松本清張與小峰元。東野圭吾於大學畢業後，原先於汽車零件供應商日本電裝擔任工程師，同时每天利用下班之后的时间写小说，并且将把写好的作品寄去参加江户川乱步奖当作目标。东野以27岁的年轻年龄获得大奖，令其创作信心大增，加上获奖一事被所属公司知晓，边工作边写作的生活受到了一定影响，遂毅然于1986年3月辞职奔赴东京，开始了自己职业作家的道路。1998年，与妻子离婚。

## 著作年代
1985年，《放學後》獲得第31屆江戶川亂步獎，隨即在1986年辭職，成為專業作家。
1999年，《秘密》獲第52屆日本推理作家協會獎。同年，《白夜行》获得「週刊文春推理小说」榜单年度第一名
2001年，出版长篇小说《單戀》，入围第125届直木奖并出版一系列短篇小说。
2002年，出版《时生》、《绑架游戏》。两部作品分别被改编为日剧、电影。
2003年，出版长篇小说《信》，入围第129届直木賞。
2004年，出版长篇小说《幻夜》，入围第131届直木賞。
2006年以《嫌疑犯X的獻身》獲第134屆直木賞和本格推理大獎，此書並一舉拿下當年度三大推理小說排行榜——「『這本推理小說了不起！』」、《本格推理小說 Best 10》和「週刊文春推理小說 Best 10」的第一名，故有三冠王之稱。
2008年，《流星之绊》获得第四十三届新风奖，同年该作被拍摄成同名日剧。并出版《伽利略的苦恼》（神探伽利略系列第4部）、《圣女的救济》（神探伽利略系列第5部）
2009年5月，東野圭吾成為日本推理作家協會特別理事會理事長，繼承大澤在昌職務。同年，出版《悖论13》、《新参者》（加贺恭一郎系列）、《美丽的凶器》。
2010年，出版《布谷鸟的蛋》、《白金数据》等作品。
2011年，出版小说集《歪笑小说》。11月21日，2011年第六届「中国作家富豪榜」子榜单「外国作家富豪榜」发布，东野圭吾以480万元的年度版税收入，登上外国作家富豪榜第5位，引发广泛关注。
2012年以《解忧杂货店》荣获第七届中央公论文艺奖
2013年以《梦幻花》一书勇夺第二十六届柴田鍊三郎文学奖
2014年《祈祷落幕时》获得第四十八届吉川英治文学奖。
2017年，由《嫌疑人X的献身》改编的同名电影在中国上映，这是东野圭吾作品首次改编中国版本。出版小说集《第十年的情人节》。 获得2017年度“亚马逊中国纸质图书作家榜”和“Kindle付费电子书作家榜”两个榜单的冠军
2018年2月2日，根据《解忧杂货店》改编的电影《浪矢解忧杂货店》在日本公映。 同年，出版长篇小说《沉默的巡游》。 
2020年3月，《祈念之樹》（クスノキの番人）出版。

## 風格
東野圭吾早期以校園推理起家，並以縝密細緻的劇情佈局獲得「寫實本格派」美名，後期東野的創作逐漸突破傳統推理的框架，同時作品亦能兼具文學和娛樂，不停帶給讀者新鮮的閱讀感受。由於本身具有理工基礎，曾表示受到想活用科學知識的念頭驅使而寫出科學推理系列。
出道以來有大量推理小說作品，目前為止曾在多个作品中登場的角色有加賀恭一郎、湯川學、天下一大五郎、竹內忍、新田浩介五人。
東野圭吾的作品頗受影視界青睞，絕大多數長篇作品皆被改編成電影、電視劇或舞台劇，短篇作品集幾乎都有漫畫之改編。

## 主要作品
以下按照日本書籍初版時間排列，作品角色系列列表請看模板分類。
| 次序 | 年份   | 日文書名                 | 中文書名（繁體）           | 中文書名（簡體） | 備註                                                                  |
| ---- | ------ | ------------------------ | -------------------------- | ---------------- | --------------------------------------------------------------------- |
| 01   | 1985年 |                          | 放學後                     |                  |                                                                       |
| 02   | 1986年 |                          | 畢業 雪月花殺人遊戲        |                  | 初版標題為「」。加賀恭一郎系列1                                       |
| 03   | 1986年 |                          | 白馬山莊殺人事件           |                  |                                                                       |
| 04   | 1987年 |                          | 學生街殺人                 |                  |                                                                       |
| 05   | 1987年 |                          | 十一字殺人                 |                  |                                                                       |
| 06   | 1988年 |                          | 魔球                       |                  |                                                                       |
| 07   | 1988年 |                          | 以眨眼乾杯                 |                  | 初版標題為「」                                                        |
| 08   | 1988年 |                          | 浪花少年偵探團             |                  | 浪花少年偵探團系列1                                                   |
| 09   | 1989年 |                          |                            |                  |                                                                       |
| 10   | 1989年 |                          | 沉睡的森林                 |                  | 加賀恭一郎系列2                                                       |
| 11   | 1989年 |                          | 鳥人計畫                   |                  |                                                                       |
| 12   | 1989年 |                          | 空中殺人現場               |                  |                                                                       |
| 13   | 1989年 |                          | 布魯特斯的心臟             |                  |                                                                       |
| 14   | 1990年 |                          | 宿命                       |                  |                                                                       |
| 15   | 1990年 |                          | 偵探俱樂部                 |                  | 初版標題為「」                                                        |
| 16   | 1990年 |                          | 没有兇手的殺人夜           | / 无凶之夜       |                                                                       |
| 17   | 1990年 |                          | 假面山莊殺人事件           |                  |                                                                       |
| 18   | 1991年 |                          | 變身                       |                  |                                                                       |
| 19   | 1991年 |                          | 迴廊亭殺人事件             |                  | 初版標題為「」                                                        |
| 20   | 1991年 |                          | 天使之耳/交通警察之夜      |                  | 初版標題為「」                                                        |
| 21   | 1992年 |                          | 在大雪封閉的山莊裡         |                  |                                                                       |
| 22   | 1992年 |                          | 美麗的凶器                 |                  |                                                                       |
| 23   | 1993年 |                          | 同級生                     |                  |                                                                       |
| 24   | 1993年 |                          | 分身                       |                  |                                                                       |
| 25   | 1993年 |                          | 再見了，忍老師             |                  | 浪花少年偵探團系列2                                                   |
| 26   | 1994年 |                          | 怪人們                     |                  |                                                                       |
| 27   | 1994年 |                          | 從前我死去的家             |                  |                                                                       |
| 28   | 1994年 | 虹を操る少年             | 操縱彩虹的少年             |                  |                                                                       |
| 29   | 1995年 |                          | 平行世界的愛情故事         |                  |                                                                       |
| 30   | 1995年 | あの頃ぼくらはアホでした | 當年，我們就是一群蠢蛋！   |                  |                                                                       |
| 31   | 1995年 |                          | 怪笑小說                   |                  | 笑小說系列1                                                           |
| 32   | 1995年 |                          | 天空之蜂                   |                  |                                                                       |
| 33   | 1996年 |                          | 名偵探的守則               |                  | 天下一大五郎系列1                                                     |
| 34   | 1996年 |                          | 誰殺了她                   |                  | 加賀恭一郎系列3                                                       |
| 35   | 1996年 |                          | 毒笑小說                   |                  | 笑小說系列2                                                           |
| 36   | 1996年 |                          | 惡意                       |                  | 加賀恭一郎系列4                                                       |
| 37   | 1996年 | 名探偵の呪縛             | 名偵探的枷鎖               |                  | 天下一大五郎系列2                                                     |
| 38   | 1998年 |                          | 偵探伽利略                 |                  | 伽利略系列1                                                           |
| 39   | 1998年 |                          | 秘密                       |                  |                                                                       |
| 40   | 1999年 |                          | 我殺了他                   |                  | 加賀恭一郎系列5                                                       |
| 41   | 1999年 |                          | 白夜行                     |                  |                                                                       |
| 42   | 2000年 |                          | 再一個謊言                 |                  | 加賀恭一郎系列6                                                       |
| 43   | 2000年 |                          | 預知夢                     |                  | 伽利略系列2                                                           |
| 44   | 2001年 |                          | 單戀                       |                  |                                                                       |
| 45   | 2001年 |                          | 超·殺人事件 推理作家的苦惱 |                  |                                                                       |
| 46   | 2002年 |                          | 湖邊凶殺案                 |                  |                                                                       |
| 47   | 2002年 |                          | 時生                       |                  | 初版標題為「」                                                        |
| 48   | 2002年 |                          | 綁架遊戲                   |                  |                                                                       |
| 49   | 2003年 |                          | 信                         |                  |                                                                       |
| 50   | 2003年 | おれは非情勤             | 冷酷的代課老師             |                  |                                                                       |
| 51   | 2003年 |                          | 殺人之門                   |                  |                                                                       |
| 52   | 2004年 |                          | 幻夜                       |                  |                                                                       |
| 53   | 2004年 |                          | 挑戰？                     |                  |                                                                       |
| 54   | 2004年 |                          | 徬徨之刃                   |                  |                                                                       |
| 55   | 2005年 |                          | 黑笑小說                   |                  | 笑小說系列3                                                           |
| 56   | 2005年 |                          | 嫌疑犯X的獻身              |                  | 伽利略系列3                                                           |
| 57   | 2005年 | さいえんす?              | 科學？                     | 科学？           |                                                                       |
| 58   | 2006年 |                          |                            |                  |                                                                       |
| 59   | 2006年 |                          | 紅色手指                   |                  | 加賀恭一郎系列7                                                       |
| 60   | 2006年 |                          | 使命與心的極限             |                  |                                                                       |
| 61   | 2007年 |                          | 大概是最後的招呼           |                  |                                                                       |
| 62   | 2007年 |                          | 黎明破曉的街道             |                  |                                                                       |
| 63   | 2007年 |                          | 瀕死之眼                   |                  |                                                                       |
| 64   | 2008年 |                          | 流星之絆                   |                  |                                                                       |
| 65   | 2008年 |                          | 聖女的救贖                 |                  | 伽利略系列4                                                           |
| 66   | 2008年 |                          | 伽利略的苦惱               |                  | 伽利略系列5                                                           |
| 67   | 2009年 |                          | 異變13秒                   |                  |                                                                       |
| 68   | 2009年 |                          | 新參者                     |                  | 加賀恭一郎系列8                                                       |
| 69   | 2010年 |                          | 杜鵑鳥的蛋是誰的           |                  |                                                                       |
| 70   | 2010年 |                          | 白金數據                   |                  |                                                                       |
| 71   | 2010年 |                          | 劫持白銀                   |                  | 滑雪場系列1                                                           |
| 72   | 2011年 |                          | 當時的某人                 |                  |                                                                       |
| 73   | 2011年 |                          | 真夏方程式                 |                  | 伽利略系列6                                                           |
| 74   | 2011年 |                          | 麒麟之翼                   |                  | 加賀恭一郎系列9                                                       |
| 75   | 2011年 |                          | 假面飯店                   |                  | 假面飯店系列1                                                         |
| 76   | 2012年 |                          | 歪笑小說                   |                  | 笑小說系列4                                                           |
| 77   | 2012年 |                          | 解憂雜貨店                 |                  |                                                                       |
| 78   | 2012年 |                          | 虛像的丑角                 |                  | 單行本收錄4篇短篇小說，2015年發行文庫本時收錄7篇短篇小說。伽利略系列7 |
| 79   | 2012年 |                          | 禁忌的魔術                 |                  | 單行本收錄4篇短篇小說，2015年發行文庫本改為長篇小說。伽利略系列8      |
| 80   | 2013年 |                          | 夢幻花                     |                  |                                                                       |
| 81   | 2013年 |                          | 祈祷落幕时                 |                  | 加賀恭一郎系列10                                                      |
| 82   | 2013年 |                          | 疾風迴旋曲                 |                  | 滑雪場系列2                                                           |
| 83   | 2014年 |                          | 空洞的十字架               |                  |                                                                       |
| 84   | 2014年 |                          | 假面飯店·前夜              |                  | 假面飯店系列2                                                         |
| 85   | 2015年 |                          | 拉普拉斯的魔女             |                  | 拉普拉斯的魔女系列1                                                   |
| 86   | 2015年 |                          | 人魚沉睡的家               |                  |                                                                       |
| 87   | 2016年 |                          | 危險維納斯                 |                  |                                                                       |
| 88   | 2016年 |                          | 戀愛纜車                   |                  | 滑雪場系列3                                                           |
| 89   | 2016年 |                          | 雪煙追逐                   |                  | 滑雪場系列4                                                           |
| 90   | 2017年 |                          | 第十年的情人節             | /情人节终章      |                                                                       |
| 91   | 2017年 |                          | 假面飯店：假面之夜         |                  | 假面飯店系列3                                                         |
| 92   | 2018年 |                          | 魔力的胎動                 |                  | 拉普拉斯的魔女系列2                                                   |
| 93   | 2018年 |                          | 沉默的遊行                 |                  | 伽利略系列9                                                           |
| 94   | 2019年 |                          | 希望之線                   |                  | 加賀恭一郎系列11                                                      |
| 95   | 2020年 |                          | 祈念之樹                   |                  | 祈念之樹系列1                                                         |
| 96   | 2020年 |                          | 迷宮裡的魔術師             |                  | 魔術師系列1                                                           |
| 97   | 2021年 |                          | 天鵝與蝙蝠                 |                  | 白鳥系列1                                                             |
| 98   | 2021年 |                          | 透明的螺旋                 |                  | 伽利略系列10                                                          |
| 99   | 2022年 |                          | 假面飯店：假面遊戲         |                  | 假面飯店系列4                                                         |
| 100  | 2023年 |                          | 和魔女共度的七天           |                  | 拉普拉斯的魔女系列3                                                   |
| 101  | 2023年 |                          | 你殺了誰                   |                  | 加賀恭一郎系列12                                                      |
| 102  | 2024年 |                          | 謊言裡的魔術師             |                  | 魔術師系列2                                                           |
| 103  | 2024年 |                          | 祈念之樹: 守護之心         |                  | 祈念之樹系列2                                                         |
| 104  | 2024年 |                          | 你殺了誰                   | 你杀了谁         | 加賀恭一郎系列13                                                      |
| 105  | 2024年 |                          |                            | 架空犯           | 白鳥系列2                                                             |
| 106  | 2025年 |                          |                            |                  | 假面飯店系列5                                                         |

## 合作作品
- 1990年

《果然還是喜歡推理》（やっぱりミステリ－が好き）
共同作家：大澤在昌、井上夢人、折原一、坂本光一、高橋克彥、新津清美、失島城
- 2001年

兒童繪本《聖誕老婆婆》（サンタのおばさん，繪者：杉田比呂美）（2002年11月 尖端）
- 2007年

漫畫改編小說《小說版 烏龍派出所》（ ，原作：秋本治）
共同作家：大澤在昌、石田衣良、今野敏、柴田芳樹、京極夏彦、逢坂剛
- 2025年

兒童繪本《少年與樟樹》（少年とクスノキ，繪者：吉田瑠美）

## 荣誉
- 紫绶褒章（2023年11月3日公布[1]）

## 獲獎與入圍紀錄
- 1983年《人偶之家》（未出版）第29回「江戶川亂步獎」　二次複審通過
- 1984年《魔球》第30回「江戶川亂步獎」　最終候補
- 1985年《放學後》第31回「江戶川亂步獎」　獲獎
- 1988年《學生街殺人》

第9回「吉川英治文學新人獎」　候補
第41回「日本推理作家協會獎」（長篇類別）　候補
- 1990年《鳥人計畫》第11回「吉川英治文學新人獎」　候補
- 1991年《天使之耳》第44回「日本推理作家協會獎」（短篇與連作短篇集類別）　候補
- 1992年《天使之耳》之「鏡中」第45回「日本推理作家協會獎」（短篇與連作短篇集類別）　候補
- 1993年《在大雪封閉的山莊裡》第46回「日本推理作家協會獎」（長篇類別）　候補
- 1993年《交通警察之夜》第46回「日本推理作家協會獎」（短篇與連作短篇集類別）　候補
- 1996年《天空之蜂》第17回「吉川英治文學新人獎」　候補
- 1997年《名偵探的守則》第18回「吉川英治文學新人獎」　候補
- 1999年《秘密》

第120回「直木獎」候補、第20回「吉川英治文學新人獎」　候補
第52回「日本推理作家協會獎 」（長篇類別）　獲獎
- 2000年《白夜行》第122回「直木三十五獎」　候補
- 2001年《單戀》第125回「直木三十五獎」　候補
- 2003年《信》第129回「直木三十五獎」　候補
- 2004年《幻夜》第131回「直木三十五獎」　候補
- 2006年《嫌疑犯X的獻身》

第134回「直木三十五獎」　獲獎
第6回「本格推理大獎 」（小說類別）　獲獎
第3回「書店大獎 」　第四名
- 2008年《流星之絆》第43回「新風獎」　獲獎[2]
- 2009年《流星之絆》第6回「書店大獎」　第九名
- 2010年《新參者》第7回「書店大獎」　第九名
- 2012年《嫌疑犯X的獻身》

「愛倫·坡獎」（Edgar Awards）最佳小說獎（Best Novel）　入圍
「巴瑞獎」（Barry Award）最佳新人獎（Best First Novel）　入圍
「美國圖書館協會最推薦書籍」-懸疑類（RUSA Awards The Reading List－Mystery）　 上榜 
- 2012年《解憂雜貨店》第7回「中央公論文藝獎」　獲獎
- 2013年《夢幻花》第26回「柴田鍊三郎獎」　獲獎
- 2014年《當祈禱落幕時》第48回「吉川英治文學獎」　獲獎

| 獎項                                        | 獎項                                                   | 獎項                                                           |
| ------------------------------------------- | ------------------------------------------------------ | -------------------------------------------------------------- |
| 上一届： 鳥井加南子 《天女的末裔》          | 江戶川亂步獎 第31屆 《放學後》                         | 下一届： 山崎洋子 《花園謎宮》                                 |
| 上一届： 馳星周 《鎮魂歌》 桐野夏生 《OUT》 | 日本推理作家協會獎（長篇及連作短篇集） 第52屆 《秘密》 | 下一届： 天童荒太 《永遠的仔》 福井晴敏 《亡國神盾舰》         |
| 上一届： 朱川湊人 《花食》                  | 直木賞 134屆 《嫌疑犯X的獻身》                         | 下一届： 三浦紫苑 《多田便利屋》 森繪都 《飛舞在空中的塑膠布》 |

## 其他獎項

### 2012年版週刊文春百大推理小說
- 1999年《白夜行》第18名　上榜
- 2005年《嫌疑犯X的獻身》第13名　上榜

### 週刊文春推理小說 Best 10
- 1985年《放學後》第1名　獲獎
- 1988年《魔球》第10名
- 1996年《名偵探的守則》第8名
- 1998年《秘密》第3名
- 1999年《白夜行》第1名　獲獎
- 2001年《超·殺人事件 推理作家的苦惱》第8名、《單戀》第13名
- 2004年《幻夜》第7名
- 2005年《嫌疑犯X的獻身》第1名　獲獎
- 2006年《紅色手指》第4名
- 2008年《聖女的救贖》第5名
- 2009年《新參者》第1名　獲獎
- 2011年《假面飯店》第4名、《麒麟之翼》第7名、《真夏方程式》第9名
- 2012年《禁忌魔術》第8名、《虛像小丑》第16名、《解憂雜貨店》第20名
- 2013年《祈祷落幕时》第2名、《夢幻花》第10名
- 2014年《空洞的十字架》第5名
- 2018年《沉默的遊行》第1名　獲獎
- 2019年《希望之線》第9名
- 2023年《你殺了誰》第2名

週刊文春推理小說Best 10 前20名名單

### 這本推理小說真厲害！
- 1988年《魔球》第18名
- 1989年《鳥人計畫》第15名
- 1994年《分身》第21名
- 1996年《平行世界•愛情故事》第24名
- 1997年《名偵探的守則》第3名、《誰殺了她》第13名、《惡意》第24名
- 1999年《秘密》第9名
- 2000年《白夜行》第2名、《我殺了他》第27名
- 2002年《超·殺人事件 推理作家的苦惱》第5名、《單戀》第15名、《時生》第18名、《湖邊凶殺案》第28名
- 2004年《綁架遊戲》第11名、《殺人之門》第18名、《信》第56名
- 2005年《幻夜》第22名
- 2006年《嫌疑犯X的獻身》第1名　獲獎
- 2008年《紅手指》第9名、《黎明破曉的街道》第34名、《使命與心的極限》第41名
- 2009年《聖女的救贖》第18名、《流星之絆》第34名
- 2010年《新參者》第1名　獲獎
- 2012年《麒麟之翼》第20名
- 2014年《當祈禱落幕時》第10名
- 2019年《沉默的遊行》第4名
- 2023年《你殺了誰》第3名

這本推理小說真厲害！前20名名單

### 本格推理小說 Best 10
- 1997年《誰殺了她》第5名、《名偵探的守則》第6名
- 1999年《秘密》第16名
- 2000年《白夜行》第7名、《我殺了他》第12名
- 2002年《超·殺人事件 推理作家的苦惱》第24名
- 2003年《湖邊凶殺案》第16名
- 2004年《綁架遊戲》第13名
- 2006年《嫌疑犯X的獻身》第1名　獲獎
- 2008年《紅手指》第14名
- 2009年《聖女的救贖》第4名
- 2010年《新參者》第5名
- 2012年《假面飯店》第29名
- 2019年《沉默的遊行》第10名
- 2024年《你殺了誰》第3名

本格推理小說Best 10 前20名名單

### 這本懸疑小說我想讀！
- 2010年《新參者》第5名、《聖女的救贖》第12名
- 2012年《麒麟之翼》第11名、《假面飯店》第20名
- 2014年《當祈禱落幕時》第11名
- 2020年《希望之線》第11名
- 2023年《你殺了誰》第5名

這本懸疑小說我想讀！ 前20名名單

## 改編漫畫
| 日期    | 标题                                      | 原作                               | 作畫     |
| ------- | ----------------------------------------- | ---------------------------------- | -------- |
| 1997-07 | 小小的惡作劇故事                          | 《沒有凶手的殺人夜》               | [ 10 ]   |
| 1997-07 | 黑暗中的兩個人                            | 《沒有凶手的殺人夜》               |          |
| 1997-07 | 白色凶器                                  | 《沒有凶手的殺人夜》               | 花村榮子 |
| 1997-07 | 舞女                                      | 《沒有凶手的殺人夜》               |          |
| 1997-11 | 危險的新手                                | 《天使之耳》                       |          |
| 1997-11 | 鏡中                                      | 《天使之耳》                       |          |
| 1997-11 | 天使之耳                                  | 《天使之耳》                       |          |
| 1999-10 | 沉睡的女人                                | 《怪人們》                         |          |
| 1999-10 | 讓我再聽一次你的判罰                      | 《怪人們》                         |          |
| 1999-10 | 燈塔之上                                  | 《怪人們》                         | [ 12 ]   |
| 1999-10 | 新婚照之謎                                | 《怪人們》                         |          |
| 2000-06 | 積鬱電車                                  | 《怪笑小說》                       |          |
| 2000-06 | 獻給某位爺爺的線香                        | 《怪笑小說》                       |          |
| 2000-06 | 動物家庭                                  | 《怪笑小說》                       | JET      |
| 2000-06 | 一徹老爸                                  | 《怪笑小說》                       |          |
| 2000-06 | 屍台社區                                  | 《怪笑小說》                       |          |
| 2000-06 | 追星婆婆                                  | 《怪笑小說》                       |          |
| 2000-11 | 別亂丟                                    |                                    |          |
| 2000-11 | 小小的惡作劇故事                          | 《沒有兇手的殺人夜》               |          |
| 2001-02 | 補償                                      | 《毒笑小說》                       |          |
| 2001-02 | 程序警察                                  | 《毒笑小說》                       |          |
| 2003-01 | 外站過夜，殺人之夜                        | 《空中殺人現場》                   | 、       |
| 2003-02 | HE∀DS(1)、HE∀DS(2)                        | 《變身》                           |          |
| 2003-03 | 請帶齊您的隨身物品                        | 《空中殺人現場》                   | 、       |
| 2003-04 | 熱血老師與學生偵探團事件簿 浪花少年偵探團 | 《浪花少年偵探團》                 | 沖本秀子 |
| 2003-05 | HE∀DS(3)                                  | 《變身》                           |          |
| 2003-05 | 相親席上的灰姑娘                          | 《空中殺人現場》                   | 、       |
| 2003-06 | HE∀DS(4)                                  | 《變身》                           |          |
| 2003-07 | 神秘旅伴之謎                              | 《空中殺人現場》                   | 、       |
| 2003-09 | 重要失物                                  | 《空中殺人現場》                   | 、       |
| 2003-11 | 幻影乘客                                  | 《空中殺人現場》                   | 、       |
| 2009-01 | 湖邊凶殺案                                | 《湖邊凶殺案》                     |          |
| 2009-01 | 分隔島                                    | 《天使之耳》                       |          |
| 2006-07 | 蜜月之旅                                  | 《怪人們》                         |          |
| 2006-07 | 偽裝之夜                                  | 《名偵探的守則》                   |          |
| 2006-07 | 少女委託人                                | 《名偵探的守則》                   |          |
| 2006-07 | 玫瑰與匕首                                | 《名偵探的守則》                   |          |
| 2006-07 | 偵探的使用方法                            | 《名偵探的守則》                   |          |
| 2006-07 | 陷阱中                                    | 《名偵探的守則》                   |          |
| 2009-04 | 再一個謊言                                | 《再一個謊言》                     |          |
| 2009-04 | 冰冷的灼熱                                | 《再一個謊言》                     |          |
| 2009-04 | 忍老師的求學生活                          | 《再見了，忍老師 浪花少年偵探團2》 |          |
| 2009-04 | 忍老師是飆車族                            | 《再見了，忍老師 浪花少年偵探團2》 |          |
| 2009-04 | 忍老師去東京                              | 《再見了，忍老師 浪花少年偵探團2》 |          |
| 2009-11 | 第二的希望                                | 《再一個謊言》                     |          |
| 2009-11 | 忍老師住院了                              | 《再見了，忍老師 浪花少年偵探團2》 |          |
| 2009-12 | 忍老師的復活                              | 《再見了，忍老師 浪花少年偵探團2》 |          |
| 2009-12 | 超狸貓理論                                | 《怪笑小說》                       |          |
| 2010-01 | 請通過                                    | 《天使之耳》                       |          |
| 2010-03 | 放學後                                    | 《放學後》                         |          |
| 2010-06 | 忍老師搬家                                | 《再見了，忍老師 浪花少年偵探團2》 |          |
| 2010-07 | 哥斯大黎加的冷雨                          | 《怪人們》                         |          |
| 2010-09 | 瘋狂的計算                                | 《再一個謊言》                     |          |
| 2011-01 | 朋友的指導                                | 《再一個謊言》                     |          |
| 2012-06 | 目標小A                                   | 《空中殺人現場》                   | 、       |
| 2012-06 | 至死方休                                  | 《怪人們》                         |          |
| 2012-06 | 別了，教練                                | 《怪人們》                         |          |
| 2013-02 | 白金數據                                  | 《白金數據》                       |          |
| 2013-12 | 劫持白銀                                  | 《劫持白銀》                       |          |
| 2014-01 | 以眨眼乾杯                                | 《以眨眼乾杯》                     |          |

## 改編電視劇

### 日本

#### 富士电视台
- 1986-03-27　放學後女子高中連續殺人事件（主演：山下真司，原作：《放學後》）
- 1990-10-22　無盡之夜（主演：藤真利子，原作：《沒有兇手的殺人夜》~〈無盡之夜〉）

- 1992-09-21　交通警察之夜（日语：天使の耳#鏡の中で）（主演：田中好子，原作：《交通警察之夜》~〈鏡中〉）

- 1999-09-27　《世界奇妙物语》之程序警察（主演：玉置浩二，原作：《毒笑小說》~〈程序警察〉）
- 2003-03-24　《世界奇妙物语》之超稅金對策殺人事件（主演：西村雅彥，原作：《超•殺人事件 推理作家的苦惱》~〈超稅金對策殺人事件〉）
- 2007-10-15〜2007-12-17　神探伽利略（主演：福山雅治、柴崎幸，原作：《偵探伽利略》、《預知夢》）
- 2008-10-04　破案天才伽利略Φ （主演：福山雅治、北村一輝，原作：《伽利略的苦惱》~〈墜落〉〈操控〉[13]
- 2010-10-04　《世界奇妙物语》之殺意使用說明書（主演：玉木宏，原作：《毒笑小說》~〈殺意使用說明書〉）
- 2010-10-22　東野圭吾連續劇特別篇（主演：谷原章介，原作：《偵探俱樂部》~〈偽裝之夜〉）
- 2011-06-10　東野圭吾三週連續SP第1夜・十一字殺人（主演：永作博美，原作：《十一字殺人》）
- 2011-06-17　東野圭吾三週連續SP第2夜・布魯特斯的心臟（主演：藤原龍也，原作：《布魯特斯的心臟》）
- 2011-06-24　東野圭吾三週連續SP第3夜・迴廊亭殺人事件（主演：常盤貴子，原作：《迴廊亭殺人事件》）
- 2012-07-05〜2012-09-20　東野圭吾懸疑故事（富士電視台，主演：唐澤壽明、坂口憲二等，原作：《沒有兇手的殺人夜》~〈小小的惡作劇故事〉〈無盡之夜〉〈白色凶器〉〈別了,教練〉〈沒有兇手的殺人夜〉、《怪人們》~〈蜜月之旅〉〈結婚報告〉、《那時候的是誰》~〈全是字謎〉〈玲子與レイコ〉〈再生魔術之女〉〈第二十年的約定〉）
- 2013-04-15〜2013-06-24　破案天才伽利略2013（主演：福山雅治、吉高由里子，原作：《伽利略的苦惱》~〈密室〉〈指引〉〈擾亂〉、《虛像小丑》、《禁忌魔術》~〈曲球〉〈念波〉、《聖女的救贖》）

#### 日本電視台
- 1989-12-05　香子之夢 夥伴殺人事件（日语：ウインクで乾杯#テレビドラマ）（主演：賀來千香子，原作：《香子的夢 夥伴殺人事件》）

#### 朝日電視台
- 1993-09-11　「沉睡森林的美女」殺人事件[錨點失效]（主演：山下真司，原作：《沉睡的森林》）
- 2009-04-17〜2009-06-19　（主演：松田翔太、木村祐一（日语：木村祐一），原作：《名偵探的守則》）
- 2010-10-15〜2010-12-10　秘密（主演：佐佐木藏之介、志田未來，原作：《秘密》）
- 2014-08-02　劫持白銀（主演：渡邊謙，原作：《劫持白銀》）

#### NHK
- 2000-10-07〜2000-12-23　浪花少年偵探團（主演：山田瑪利亞，原作：《浪花少年偵探團》）
- 2001-11-19〜2001-12-17　東野圭吾Mystery「惡意」（主演：佐佐木藏之介、間寛平（日语：間寬平），原作：《惡意》）
- 2004-08-30〜2004-09-30　時生 給父親的口信（主演：國分太一、櫻井翔，原作：《时生》）
- 2011-11-05〜2011-11-12　使命與心的極限（主演：石原聰美，原作：《使命與心的極限》）
- 2023-02-20 天使之耳～交通警察之夜～（日语：天使の耳）（主演：小芝風花，原作：《天使之耳》）

#### BS Japan
- 2001-08-05  冰冷的灼熱 ～白晝主婦殺人事件! ～（日语：多摩南署たたき上げ刑事・近松丙吉#ゲスト）（主演：伊東四朗、吉田榮作（日语：吉田栄作），原作：《再一個謊言》~〈冰冷的灼熱〉）
- 2002-09-15  瘋狂的計算 灼熱新市鎮殺人事件!（日语：多摩南署たたき上げ刑事・近松丙吉#ゲスト）（主演：伊東四朗、細川直美，原作：《再一個謊言》~〈瘋狂的計算〉）
- 2003-11-23  少女委託人（主演：伊東四朗、佐藤B作（日语：佐藤B作）、麗奈 (女優)（日语：麗奈 (女優)），原作：《偵探俱樂部》~〈少女委託人〉）
- 2018-12-19  信（主演：龟梨和也，原作：《信》）

#### WOWOW
- 2004-12-26　宿命（主演：藤木直人、柏原崇，原作：《宿命》）
- 2010-11-21〜2011-01-16　幻夜（主演：深田恭子、塚本高史，原作：《幻夜》）
- 2012-02-12〜2012-03-11　分身（主演：長澤雅美，原作：《分身》）
- 2014-07-27〜2014-08-24　變身（主演：神木隆之介、二階堂富美，原作：《變身》）
- 2016-03-27〜2016-05-01  杜鵑鳥的蛋是誰的（主演：土屋太鳳，原作：《杜鵑鳥的蛋是誰的》）
- 2017-10-21〜2017-11-25  單戀（主演：中谷美紀，原作：《單戀》）
- 2019-03-16〜2019-04-20  濒死之眼（主演：三浦春马，原作：《濒死之眼》）
- 2021-05-15〜2021-06-19  徬徨之刃（主演：竹野内丰，原作：《徬徨之刃》）
- 2024-06-09～2024.06.30  綁架遊戲（主演：龜梨和也，原作：《綁架遊戲》）

#### TBS
- 2006-01-12〜2006-03-23　白夜行（主演：綾瀨遙、山田孝之，原作：《白夜行》）
- 2008-10-17〜2008-12-19   流星之绊（主演：二宫和也，原作：《流星之绊》）
- 2010-04-18〜2010-06-20　新參者（主演：阿部寬，原作：《新參者》）
- 2011-01-03　紅色手指－「新参者」加賀恭一郎再次登場！（主演：阿部寬，原作：《紅色手指》）
- 2012-07-02〜2012-09-17　浪花少年偵探團（TBS，主演：多部未華子，原作：《浪花少年偵探團》《再見了，忍老師 浪花少年偵探團2》）
- 2014-01-02「新参者」加賀恭一郎「沉睡的森林」（主演：阿部寬，原作：《沉睡的森林》）
- 2020-10-11〜2020-12-13 危險維納斯（主演：妻夫木聰、吉高由里子，原作：《危險維納斯》）

#### 配信剧
- 2012-08-01　笑 萬人迷噴劑（配信劇[14]，主演：濱田岳、津川雅彥，原作：《黑笑小說》~〈萬人迷噴劑〉）
- 2012-09-01　笑 獻給某位爺爺的線香（配信劇[14]，主演：笹野高史、菅田將暉，原作：《怪笑小說》~〈獻給某位爺爺的線香〉）
- 2012-10-01　笑 綁架聯絡網（配信劇[14]，主演：三上博史、石丸謙二郎，原作：《毒笑小說》~〈綁架聯絡網〉）

### 中国
- 2020-06-02 十日游戏（爱奇艺，主演：朱亚文、金晨，原作：《绑架游戏》）
- 2022-06-15 回廊亭（优酷，主演：邓家佳、张新成，原作：《回廊亭杀人事件》）

## 改編電影
| 时间       | 作品名                   | 制作公司                 | 導演        | 主演                                        | 原作                   | 备注     |
| ---------- | ------------------------ | ------------------------ | ----------- | ------------------------------------------- | ---------------------- | -------- |
| 1999-09-25 | 秘密                     | 東寶                     | 瀧田洋二郎  | 廣末涼子、小林薰                            | 《秘密》               |          |
| 2003-11-08 | g@me.                    | 東寶                     | 井坂聰      | 藤木直人、仲間由紀惠                        | 《綁架遊戲》           |          |
| 2005-01-22 | 湖邊凶殺案               | 東寶                     |             | 役所廣司、藥師丸博子、柄本明、豐川悅司      | 《湖邊凶殺案》         |          |
| 2005-11-19 | 變身                     | 日本出版販賣             |             | 玉木宏、蒼井優                              | 《變身》               |          |
| 2006-11-03 | 信                       | GAGA Corporation         |             | 山田孝之、玉山鐵二、澤尻英龍華              | 《信》                 |          |
| 2007-10-10 | Si j'étais toi           | EuropaCorp               |             | David Duchovny、Olivia Thirlby              | 《秘密》               | 法国版   |
| 2008-10-04 | 嫌疑犯X的獻身            | 東寶                     |             | 福山雅治、柴崎幸、堤真一、松雪泰子          | 《嫌疑犯X的獻身》      |          |
| 2009-10-10 | 徬徨之刃                 | 東映                     |             | 寺尾聰、竹野內豐                            | 《徬徨之刃》           |          |
| 2009-11-19 | 백야행- 하얀어둠속을걷다 | CJ Entertainment         | 박신우      | 孫藝珍、高洙、韓石圭                        | 《白夜行》             | 韓國版   |
| 2011-01-29 | 白夜行                   | GAGA Corporation         |             | 堀北真希、高良健吾                          | 《白夜行》             |          |
| 2011-01-29 | 麒麟之翼：新參者劇場版   | 東寶                     |             | 阿部寬、溝端淳平、新垣結衣、松坂桃李        | 《麒麟之翼》           |          |
| 2011-10-08 | 黎明破曉的街道           | 角川映畫                 |             | 岸谷五朗、深田恭子                          | 《黎明破曉的街道》     |          |
| 2012-10-18 | 嫌疑犯X的獻身            | CJ Entertainment         | 方銀珍      | 李枖原、柳承範、趙震雄                      | 《嫌疑犯X的獻身》      | 韓國版   |
| 2013-03-16 | 白金數據                 | 東寶                     |             | 二宮和也、豐川悅司、鈴木保奈美、生瀨勝久    | 《白金數據》           |          |
| 2013-06-29 | 真夏方程式               | 東寶                     |             | 福山雅治、吉高由里子、杏、山崎光            | 《真夏方程式》         |          |
| 2014-04-10 | 徬徨之刃                 | CJ Entertainment         | 이정호      | 鄭在詠、李聖旻、徐俊英                      | 《徬徨之刃》           | 韓國版   |
| 2015-09-12 | 天空之蜂                 | 松竹                     |             | 江口洋介、本木雅弘                          | 《天空之蜂》           |          |
| 2017-04-01 | 嫌疑人X的献身            | 光线影业                 | 苏有朋      | 王凯、张鲁一                                | 《嫌疑犯X的獻身》      | 中国版   |
| 2017-09-23 | 解憂雜貨店               | 松竹                     | 廣木隆一    | 山田涼介、西田敏行                          | 《解憂雜貨店》         |          |
| 2017-12-29 | 解憂雜貨店               | 萬達影視                 | 韓傑        | 成龍、王俊凯、迪丽热巴、董子健              | 《解憂雜貨店》         | 中國版   |
| 2018-01-27 | 當祈禱落幕時             | 東寶                     | 福澤克雄    | 阿部寬、松嶋菜菜子、溝端淳平、田中麗奈      | 《當祈禱落幕時》       |          |
| 2018-05-04 | 拉普拉斯的魔女           | 東寶                     | 三池崇史    | 櫻井翔、廣瀨鈴、福士蒼汰                    | 《拉普拉斯的魔女》     |          |
| 2018-11-16 | 人魚沉睡的家             | 松竹                     | 堤幸彥      | 篠原涼子、西島秀俊、坂口健太郎              | 《人魚沉睡的家》       |          |
| 2019-01-18 | 假面飯店                 | 東寶                     | 鈴木雅之    | 木村拓哉、長澤雅美                          | 《假面飯店》           |          |
| 2019-05-31 | 平行世界·愛情故事        | 松竹                     | 森義隆      | 玉森裕太                                    | 《平行世界·愛情故事》  |          |
| 2021-09-17 | 假面之夜                 | 東寶                     | 鈴木雅之    | 木村拓哉、長澤雅美                          | 《假面之夜》           |          |
| 2022-09-16 | 沉默的遊行               | 東寶                     | 西谷弘      | 福山雅治、柴咲幸、北村一輝                  | 《沉默的遊行》         |          |
| 2023-03-10 | 回廊亭                   | 天馬映像                 | 來牧寬      | 任素汐、劉敏濤                              | 《回廊亭杀人事件》     | 中國版   |
| 2023-09-21 | Jaane Jaan               | Netflix                  | Sujoy Ghosh | 卡琳娜·卡浦爾、賈德普·赫拉華特、Vijay Varma | 《嫌疑犯X的獻身》      | 印度版   |
| 2024-01-12 | 在大雪封閉的山莊裡       | Happinet Phantom Studios | 飯塚健      | 重岡大毅                                    | 《在大雪封閉的山莊裡》 |          |
| 2025-09-12 | 迷宮裡的魔術師           | 東寶                     | 田中亮      | 福山雅治                                    | 《迷宮裡的魔術師》     |          |
| 2025       | 白夜行                   | 光線傳媒                 | 曹保平      | 易烊千璽、趙今麥 、段奕宏                   | 《白夜行》             | 中國版   |
| 2025       | 徬徨之刃                 | 愛奇藝                   | 陳卓        | 王千源、齊溪                                | 《徬徨之刃》           | 中國版   |
| 2025       | 綁架遊戲                 | 聯瑞影業                 | 張哲        | 彭昱暢、胡冰卿                              | 《綁架遊戲》           | 中國版   |
| 2026       | 祈念之樹                 | Aniplex A-1 Pictures     | 伊藤智彥    |                                             | 《祈念之樹》           | 動畫電影 |

## 改編舞台劇
| 时间       | 作品名             | 劇本     | 主演                           | 原作                                | 备注 |
| ---------- | ------------------ | -------- | ------------------------------ | ----------------------------------- | ---- |
| 2005       | 白夜行             |          | 舟見和利、山本芳樹             | 《白夜行》                          |      |
| 2008       | 信                 |          | 相葉弘樹、進藤學、富田麻帆     | 《信》                              |      |
| 2009、2012 | 嫌疑犯X的獻身      |          | 岡田達也、近江谷太朗、西牟田恵 | 《嫌疑犯X的獻身》                   |      |
| 2012、2013 | 獻給某位爺爺的線香 | 福田卓郎 | 元冬樹、折茂政夫               | 《怪笑小說》~〈獻給某位爺爺的線香〉 |      |
| 2013       | 解憂雜貨店         |          | 西川浩幸、多田直人             | 《解憂雜貨店》                      |      |
| 2024       | 在大雪封閉的山莊裡 | 米山和仁 | 室龍太                         | 《在大雪封閉的山莊裡》              |      |

## 外部連結
- 東野圭吾のファンサイト/御託をもうひとつだけ